# Renato Bracci
Renato Bracci (født 8. september 1904 i Livorno, død 2. marts 1975 smst.) var en italiensk roer.
Bracci var med i Italiens otter, der vandt EM-sølv i 1931. Italienerne stillede op ved OL 1932 i Los Angeles og vandt deres indledende heat klart. I finalen blev de kun besejret af hjemmebanefavoritterne fra USA, mens Canada sikrede sig bronzemedaljerne. Bådens besætning bestod desuden af Renato Barbieri, Mario Balleri, Dino Barsotti, Vittorio Cioni, Guglielmo del Bimbo, Enrico Garzelli, Roberto Vestrini og styrmand Cesare Milani, hvoraf størstedelen også var med i de foregående EM-konkurrencer.
Bracci var igen med til at vinde EM-sølv i 1933. Han var desuden med til at vinde tre italienske mesterskaber med båden fra Livorno mellem 1931 og 1933.

## OL-medaljer
- 1932:  Sølv i otter